# Kresse-Zahnrüssler

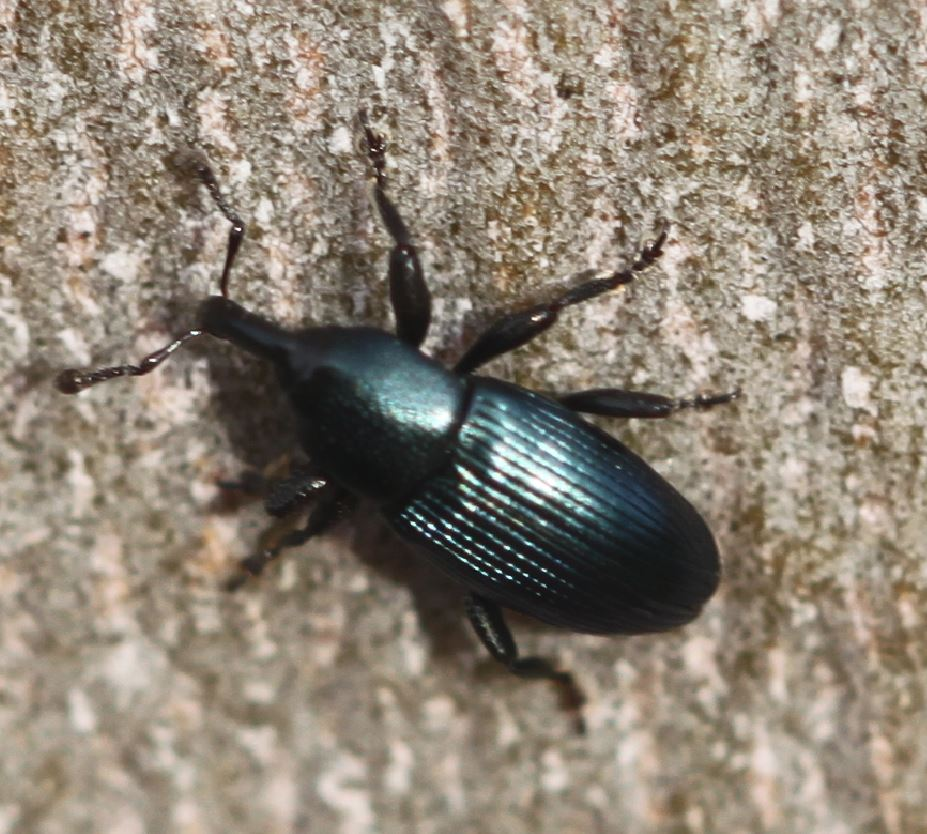

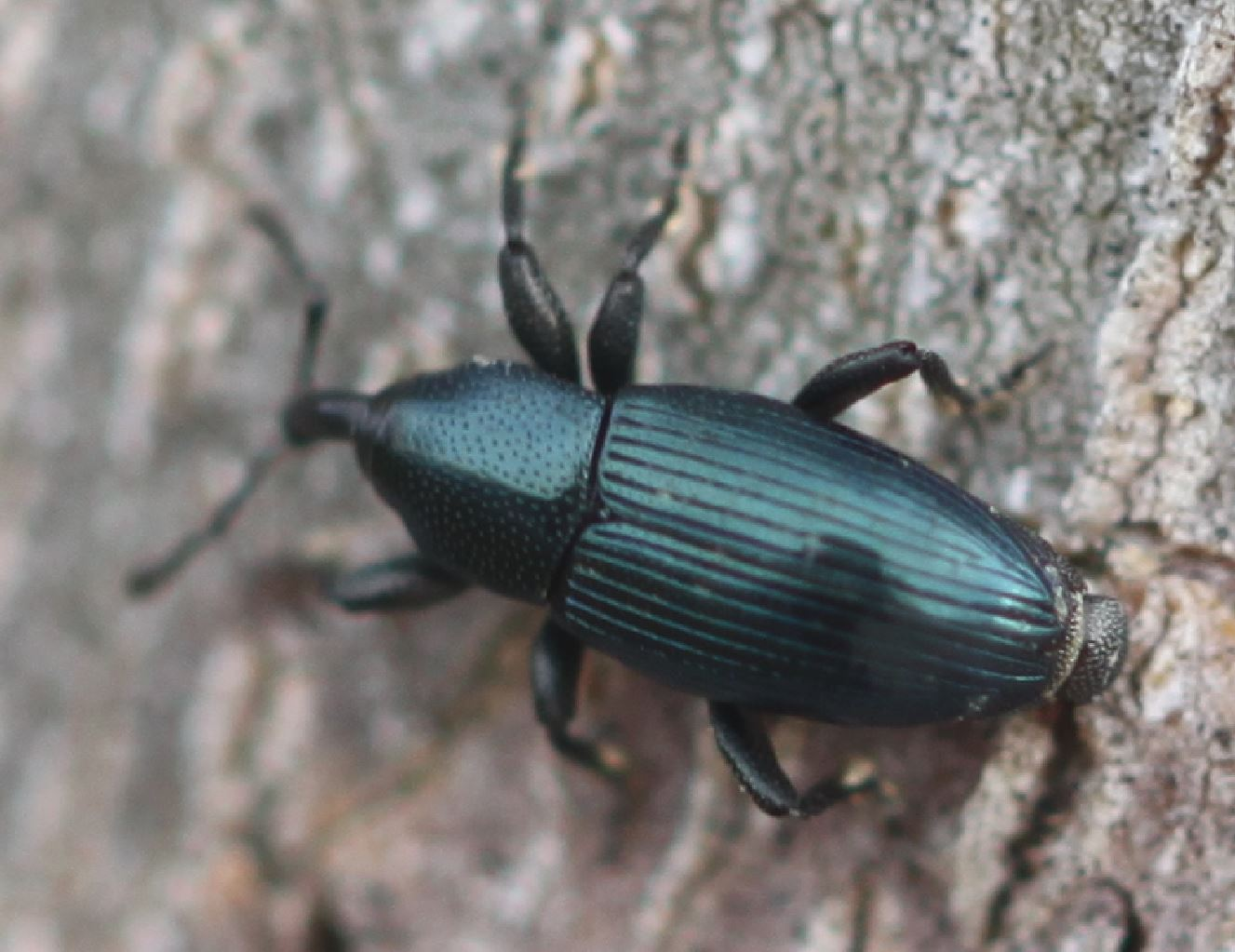

Der Kresse-Zahnrüssler (Aulacobaris lepidii) ist ein Käfer aus der Familie der Rüsselkäfer (Curculionidae). Die Art wurde von Ernst Friedrich Germar im Jahr 1823 als Baris lepidii beschrieben. Ältere verfügbare Namen sind entweder jüngere Homonyme anderer Arten oder wurden schon frühzeitig falsch gedeutet und dann später aus Stabilitätsgründen so beibehalten.

## Beschreibung
Die Käfer sind 2,8–4 mm lang (gemessen von der Vorderkante der Augen bis zum hinteren Ende der Deckflügel). Die Käfer sind dunkelblau oder grünblau gefärbt. Die Flügeldecken sind von der Basis nach hinten annähernd gerade erweitert. Die maximale Breite liegt etwa am Ende des vorderen Drittels. Eine Schulterbeule ist nur angedeutet. Der Halsschild ist länger als breit, vorn stark verjüngt, an der Basis schmaler als die Flügeldecken.
Der Halsschild weist eine längliche Punktierung auf.

## Ähnliche Arten
- Aulacobaris kaufmanni – Rüssel kürzer und dicker, Halsschild kürzer und stärker gewölbt[2]

## Verbreitung
Die Käferart ist in Mitteleuropa weit verbreitet. Ihr Vorkommen reicht im Norden bis nach Nordengland, Dänemark, das äußerste Südschweden und ins Baltikum. Im Osten reicht das Verbreitungsgebiet über den Kaukasus bis nach Kasachstan. Die Art wurde in oder vor 1977 nach Nordamerika eingeschleppt und hat sich seitdem in Teilen Neuenglands und im angrenzenden Canada etabliert.

## Lebensweise
Als Wirtspflanzen der Käferart dienen verschiedene Kreuzblütler (Brassicaceae). Zu diesen zählen folgende Gattungen und Arten: Steinkräuter (Alyssum), Meerrettich (Armoracia rusticana), Winterkresse (Barbarea vulgaris), Kohl (Brassica), Pfefferkraut (Lepidium latifolium), Brunnenkressen (Nasturtium), Rettiche (Raphanus), Gewöhnliche Sumpfkresse (Rorippa palustris) und Wilde Sumpfkresse (Rorippa sylvestris) sowie Rauken (Sisymbrium).
Im Frühjahr, insbesondere im Mai und Juni, sind die Käfer am aktivsten. In dieser Zeit findet die Eiablage statt. Die Larven der Käfer entwickeln sich im Mark der Wurzeln ihrer Wirtspflanzen. Dort findet auch die Verpuppung statt. Die Käfer der neuen Generation erscheinen im Herbst und überwintern.

## Gefährdung
Die Art gilt in Deutschland als ungefährdet.